# 용문사 토불
용문사 토불은 대한민국 전라남도 강진군 도암면에 있다. 2005년 1월 16일 강진군의 향토문화유산 제26호로 지정되었다.

## 개요
용문사는 본래의 명칭이 석문사이었으며 백련사 소속 암자였다. 1947년에 박계수향이 개축하고 용문사로 명칭을 바꾸었다. 별원에 모셔져 있는 2기의 토불은 흙을 빚어 조성하였으며 그 기법이 아주 세련된 것으로 보아 아주 오래된 것이 확실하며, 용문사에 전해오는 내용도 어느때 스님부터 모셔온다는 내용이 없이 계속 뒤를 이어 오고 있다는 사실로 보아서 오래되었음을 알 수 있다.